# مسلك أوريغن
أوريغون تريل  (بالإنجليزية: Oregon Trail)‏ هي ولاية تبعد حوالي 3200 كلم عن العاصمة الإدارية للولايات المتحدة الأمريكية واشنطن. وتعرف هذه الولاية بتاريخها الأمريكي العريق، وقد كان سابقا ممرا معروفا للسكة الحديدية العابرة للقارات والتي أنشئت سنة 1869 .

## أعلام
- سيلفستر ك. سيمبسون